# Campionati del mondo di atletica leggera indoor 2014 - 400 metri piani femminili
La competizione si è svolta il 7 e l'8 marzo 2014.

## Podio
| Pos.    | Atleta            | Nazionalità | Tempo |
| ------- | ----------------- | ----------- | ----- |
| Oro     | Francena McCorory | Stati Uniti | 51"12 |
| Argento | Kaliese Spencer   | Giamaica    | 51"54 |
| Bronzo  | Shaunae Miller    | Bahamas     | 52"06 |

## Situazione pre-gara

### Record
Prima di questa competizione, il record del mondo (WR) e il record dei campionati (CR) erano i seguenti.
| Record                | Prestazione | Atleta                          | Data                | Competizione                     |
| --------------------- | ----------- | ------------------------------- | ------------------- | -------------------------------- |
| Record mondiale       | 49"59 m     | Jarmila Kratochvílová Rep. Ceca | 7 marzo 1982 Milano |                                  |
| Record dei campionati | 50"04       | Olesja Krasnomovec Russia       | 12 marzo 2006 Mosca | Campionati del mondo indoor 2006 |

### Campioni in carica
Le campionesse in carica, a livello mondiale e continentale, erano:
| Campione | Atleta                           | Prestazione | Data                   | Competizione                     |
| -------- | -------------------------------- | ----------- | ---------------------- | -------------------------------- |
| Mondiale | Sanya Richards-Ross Stati Uniti  | 50"79       | 10 marzo 2012 Istanbul | Campionati del mondo indoor 2012 |
| Europeo  | Perri Shakes-Drayton Regno Unito | 50"85       | 3 marzo 2013 Göteborg  | Campionati europei indoor 2013   |

### La stagione
Prima di questa gara, le atlete con le migliori tre prestazioni dell'anno erano:
| # | Atleta                        | Prestazione | Data                          |
| - | ----------------------------- | ----------- | ----------------------------- |
| 1 | Francena McCorory Stati Uniti | 50"85       | 23 febbraio 2014 Albuquerque  |
| 2 | Kamaria Brown Stati Uniti     | 50"94       | 1º marzo 2014 College Station |
| 3 | Kseniya Ryzhova Russia        | 51"03       | 18 febbraio 2014 Mosca        |

## Batterie
Le batterie si sono svolte a partire dalle 10:05 del 7 marzo 2014.
Si sono qualificate per le semifinali le prime 2 di ogni batteria (Q) e i 4 migliori tempi (q).

### Batteria 1
| Pos. | Nome            | Nazione     | Tempo | Note |
| ---- | --------------- | ----------- | ----- | ---- |
| 1    | Regina George   | Nigeria     | 51"60 | Q    |
| 2    | Justyna Swiety  | Polonia     | 52"13 | Q    |
| 3    | Patricia Hall   | Giamaica    | 52"19 | q    |
| 4    | Margaret Adeoye | Regno Unito | 52"69 | q    |

### Batteria 2
| Pos. | Nome             | Nazione     | Tempo | Note |
| ---- | ---------------- | ----------- | ----- | ---- |
| 1    | Kaliese Spencer  | Giamaica    | 52"26 | Q    |
| 2    | Lisanne De Witte | Paesi Bassi | 52"61 | Q    |
| 3    | Joanna Atkins    | Stati Uniti | 52"61 | q    |
| 4    | Shana Cox        | Regno Unito | 53"10 |      |

### Batteria 3
| Pos. | Nome               | Nazione     | Tempo | Note |
| ---- | ------------------ | ----------- | ----- | ---- |
| 1    | Shaunae Miller     | Bahamas     | 52"10 | Q    |
| 2    | Kseniya Ryzhova    | Russia      | 52"47 | Q    |
| 3    | Malgorzata Holub   | Polonia     | 53"07 |      |
| 4    | Nicky Van Leuveren | Paesi Bassi | 53"34 |      |
| 5    | Melissa Caddle     | Guyana      | 54"56 |      |

### Batteria 4
| Pos. | Nome              | Nazione                   | Tempo | Note                                     |
| ---- | ----------------- | ------------------------- | ----- | ---------------------------------------- |
| 1    | Denisa Rosolová   | Rep. Ceca                 | 52"37 | Q                                        |
| 2    | Francena McCorory | Stati Uniti               | 52"37 | Q                                        |
| 3    | Esther Cremer     | Germania                  | 53"71 | q                                        |
| 4    | Kineke Alexander  | Saint Vincent e Grenadine | 52"80 | Miglior prestazione personale stagionale |
| 5    | Samantha Edwards  | Antigua e Barbuda         | 54"74 |                                          |

## Semifinali
Le semifinali si sono svolte a partire dalle 20:55 del 7 marzo 2014. Si sono qualificate per la finale le prime 3 atlete di ogni batteria (Q), senza tempi di ripescaggio.

### Semifinale 1
| Pos. | Nome             | Nazione     | Tempo | Note |
| ---- | ---------------- | ----------- | ----- | ---- |
| 1    | Patricia Hall    | Giamaica    | 52"82 | Q    |
| 2    | Justyna Swiety   | Polonia     | 52"97 | Q    |
| 3    | Joanna Atkins    | Stati Uniti | 53"20 | Q    |
| -    | Lisanne De Witte | Paesi Bassi | dq    |      |
| -    | Denisa Rosolová  | Rep. Ceca   | dnf   |      |
| -    | Regina George    | Nigeria     | dns   |      |

### Semifinale 2
| Pos. | Nome              | Nazione     | Tempo | Note |
| ---- | ----------------- | ----------- | ----- | ---- |
|      | Francena McCorory | Stati Uniti | 51"35 | Q    |
|      | Kaliese Spencer   | Giamaica    | 51"58 | Q    |
|      | Shaunae Miller    | Bahamas     | 51"63 | Q    |
|      | Kseniya Ryzhova   | Russia      | 51"64 |      |
|      | Margaret Adeoye   | Regno Unito | 53"59 |      |
|      | Esther Cremer     | Germania    | 53"60 |      |

## Finale
La finale si è svolta alle 19:40 dell'8 marzo 2014.
| Pos.    | Nome              | Nazione     | Tempo | Note                          |
| ------- | ----------------- | ----------- | ----- | ----------------------------- |
| Oro     | Francena McCorory | Stati Uniti | 51"12 |                               |
| Argento | Kaliese Spencer   | Giamaica    | 51"54 | Miglior prestazione personale |
| Bronzo  | Shaunae Miller    | Bahamas     | 52"06 |                               |
| 4       | Justyna Swiety    | Polonia     | 52"20 |                               |
| 5       | Patricia Hall     | Giamaica    | 52"51 |                               |
| 6       | Joanna Atkins     | Stati Uniti | 52"55 |                               |